# I Do Not Hook Up
I Do Not Hook Up este al doilea single de pe albumul All I Ever Wanted (2009) al cântăreței Kelly Clarkson.  Piesa a fost compusă de Greg Wells, Kara DioGuardi și Katy Perry, care dorea inițial să folosească piesa pentru propriul album. A ajuns pe locul 20 în Billboard Hot 100 și s-a vândut în peste 700.000 de exemplare.

## Legături externe
- Versurile complete ale acestei piese pe MetroLyrics